# Alexei Dmitrijewitsch Speranski
Alexei Dmitrijewitsch Speranski (russisch Алексей Дмитриевич Сперанский, wiss. Transliteration Alexej Dmitrievič Speranskij; oft auch Alexei Dmitrevic Speransky; * 30. Dezember 1887jul. / 11. Januar 1888greg. in Urschum (Gouvernement Wjatka); † 23. Juli 1961 in Moskau) war ein russischer experimenteller Pathologe, der die Ansicht vertrat, dass nicht Bakterien oder degenerierte Zellen, sondern Nervenerkrankungen die Ursache innerer Leiden sein könnten und der für seine Liquorpumpentheorie bekannt war. Speranski experimentierte an Hunden. Die „Liquorpumpe nach Speransky“, eine Lumbalpunktion mit mehrfachem An- und Absaugen von Rückenmarksflüssigkeit, wurde in den 1950er Jahren als Behandlungsmethode gegen rheumatische Erkrankungen und Schizophrenie erprobt. Diese Methode ist heute verlassen.

## Leben
Der in der Kleinstadt Urschum geborene Speranski schloss 1911 die Medizinische Fakultät der Universität Kasan ab. 1920 wurde er Professor des Lehrstuhls für operative Chirurgie an der kurz zuvor gegründeten Universität Irkutsk. Von 1923 bis 1928 arbeitete Speranski als Assistent Iwan Pawlows in Leningrad. Ab 1926 organisierte und leitete er dort eine experimentelle Abteilung am Institut für chirurgische Neuropathologie. Ab 1928 leitete Speranski Abteilungen am Leningrader Institut für Experimentelle Medizin, bevor er 1934 an das Moskauer Allunions-Institut für Experimentelle Medizin wechselte. 1945 wurde er zum Direktor des Institutes für Allgemeine und Experimentelle Pathologie der Akademie der medizinischen Wissenschaften der UdSSR ernannt, 1954 nach der Umgestaltung des Institutes zum Leiter der Abteilung für allgemeine Pathologie.
Alexei Speranski war seit 1939 Mitglied der Akademie der Wissenschaften der UdSSR. Er wurde mit zwei Leninorden sowie 1943 mit dem Stalinpreis 2. Klasse ausgezeichnet.
Speranski ist auf dem Wagankowoer Friedhof in Moskau begraben.

## Schriften
- Mit Kurt Rüdiger von Roques (als Übersetzer): Grundlagen der Theorie der Medizin oder Grundlagen einer Theorie der Medizin. Berechtigte Übersetzung [von A basis for the Theory of Medicine] ins Deutsche von K. R. von Roques. Saenger, Berlin 1950.